# Jan van Reede
Jan van Reede (n. 12 ianuarie 1878, Zwolle, Țările de Jos – d. 15 noiembrie 1956, Epe⁠(d), Gelderland, Țările de Jos) a fost un sportiv ce a reprezentat Regatul Țărilor de Jos, medaliat olimpic. A participat la 2 ediții ale Jocurilor Olimpice (1924, 1928) în care a câștigat o medalie de bronz.